# Chorizopora brongniartii
Chorizopora brongniartii är en mossdjursart som först beskrevs av Jean Victor Audouin 1826.  Chorizopora brongniartii ingår i släktet Chorizopora och familjen Chorizoporidae. Arten är reproducerande i Sverige. Inga underarter finns listade i Catalogue of Life.